# فرنسيس ماكدونالد
فرنسيس ماكدونالد (بالإنجليزية: Francis MacDonald)‏ هو موسيقي بريطاني، ولد في 11 سبتمبر 1970.

## وصلات خارجية
- فرنسيس ماكدونالد على موقع IMDb (الإنجليزية)
- فرنسيس ماكدونالد على موقع ميوزك برينز (الإنجليزية)
- فرنسيس ماكدونالد على موقع ديسكوغز (الإنجليزية)
- فرنسيس ماكدونالد على موقع قاعدة بيانات الفيلم (الإنجليزية)